# Ernst August II Constantijn van Saksen-Weimar-Eisenach
Ernst August II van Saksen-Weimar-Eisenach (Weimar, 2 juni 1737 − aldaar, 28 mei 1758) was de enige overlevende zoon van hertog Ernst August I van Saksen-Weimar-Eisenach en Charlotte Albertina van Brandenburg-Bayreuth. In 1748 volgde hij op tienjarige leeftijd zijn vader op als hertog van Saksen-Weimar-Eisenach. Tijdens zijn minderjarigheid namen de hertogen Frederik III van Saksen-Gotha-Altenburg en Frans Jozias van Saksen-Coburg-Saalfeld het regentschap waar. Vanaf 1755 regeerde hij zelfstandig.

## Huwelijk en kinderen
Ernst August huwde op 16 maart 1756 te Brunswijk met Anna Amalia van Brunswijk-Wolfenbüttel (1739-1807), dochter van hertog Karel I van Brunswijk. Zij kregen twee zoons:
- Karel August (Weimar, 3 september 1757 − Graditz, 14 juni 1828) was vanaf 1758 hertog van Saksen-Weimar-Eisenach en werd op 21 april 1815 tijdens het Congres van Wenen verheven tot groothertog.
- Frederik Ferdinand Constantijn (Weimar, 8 september 1758 − Wiebelskirchen, 6 september 1793) prins van Saksen-Weimar-Eisenach, was generaal-majoor in het leger van het keurvorstendom Saksen. Hij kreeg dysenterie toen hij met Pruisische troepen naar de Rijn trok en overleed in Wiebelskirchen (nu een stadsdeel van Neunkirchen). Hij had van 1790 tot 1793 een verhouding met Johanna Rosine Pätz (1774-1848), die later de moeder van de componist Richard Wagner zou worden.[1]